# Ксенжиці
Ксенжиці (пол. Księżyce) — село в Польщі, у гміні Вйонзув Стшелінського повіту Нижньосілезького воєводства.
Населення — 200 осіб (2011).
У 1975-1998 роках село належало до Вроцлавського воєводства.

## Демографія
Демографічна структура станом на 31 березня 2011 року:
|          | Загалом | Допрацездатний вік | Працездатний вік | Постпрацездатний вік |
| -------- | ------- | ------------------ | ---------------- | -------------------- |
| Чоловіки | 96      | 21                 | 67               | 8                    |
| Жінки    | 104     | 24                 | 64               | 16                   |
| Разом    | 200     | 45                 | 131              | 24                   |